# Leonardov konj
Leonardov konj (znan tudi kot konj Sforza ali Gran Cavallo (Veliki konj)) je projekt za bronasto skulpturo, ki jo je leta 1482 pri Leonardu da Vinciju naročil milanski vojvoda Ludovico il Moro, vendar ni bila nikoli dokončana. Namenjen je bil največjemu konjeniškemu kipu na svetu, spomeniku vojvodovemu očetu Francescu Sforzi. Leonardo je opravil obsežno pripravljalno delo zanj, vendar je izdelal le velik glineni model, ki je bil kasneje uničen.
Približno pet stoletij pozneje so Leonardove ohranjene načrte uporabili kot osnovo za skulpture, ki naj bi projekt uresničile.

## Zgodovina
Milanski vojvoda Ludovico il Moro je leta 1482 naročil konjeniški spomenik Leonardu da Vinciju. Namenjen je bil največjemu konjeniškemu kipu na svetu, spomeniku vojvodovemu očetu Francescu Sforzi. Ludovico je zbral sedemdeset ton brona za ulivanje kipa, ki se je približal 8 metrom v višino, kar je zasenčilo prejšnje Donatellove konjske spomenike in Leonardovega nekdanjega mojstra Verrocchia. Leonardo je sprva načrtoval bolj dinamičen dizajn od tistih njegovih predhodnikov, sprva je vključeval padlega vojaka, ki je podpiral zadnjico konja, vendar je na neki točki privolil v bolj tradicionalnega sprehajalnega konja.
V pripravah na delo je Leonardo preučeval konje in napisal razpravo o anatomiji konja. Druga razprava z naslovom O teži je vključevala podrobne načrte za ulivanje kipa, ki bi bil izdelan v ločenih votlih kosih in vseboval železne nosilce za notranjo podporo. Do novembra 1493 je bila glina v polni velikosti model konja (brez jezdeca) je bil razstavljen na eni od porok Sforza, s čimer je Leonardo pridobil veliko slavo. V zapisu z dne 20. decembra 1493 je Leonardo izjavil, da je pripravljen začeti postopek ulivanja, vendar je Ludovico novembra 1494 dal bron svojemu tastu Ercolu d'Esteju, da bi ga uporabil za kovanje topov za obrambo mesta pred invazijo Karla VIII. Leonardov tekmec Michelangelo ga je nekoč srečal v Firencah in ga užalil z namigovanjem, da ne more izvesti ulivanja.
Glineni model so kot lokostrelsko tarčo uporabili francoski vojaki, ko so leta 1499 na začetku druge italijanske vojne vdrli v Milano; kasneje so ga uničili cikli deževja in poznejše zmrzali. Leta 1511 se je Leonardo lotil konjeniškega spomenika kot grobnice za Giana Giacoma Trivulzia, za katerega je znova zasnoval dvignjeno pozo in žrtev, ki podpira – vendar tega nikoli niso oblikovali zaradi konfederacije švicarskih, španskih in beneških sil, ki je pregnala Francoze iz Milana.

## Vpliv in sodobne različice
Leta 1640 je Pietro Tacca zgradil prvi konjeniški spomenik s (prostostoječim) vzpenjajočim se konjem in španskim kraljem Filipom IV., za katerega je Galileo Galilei pomagal izračunati gravitacijske rešitve – podobne Leonardovim – za obravnavo njegove izravnane teže. Bronasti jezdec Étienna Mauricea Falconeta je dosegel podoben podvig, čeprav nobeden ne dosega fizičnega obsega Leonardove zasnove.
Približno pet stoletij po tem, ko je izvirni projekt propadel, so Leonardove preživele oblikovalske materiale uporabili kot osnovo za skulpture, namenjene uresničitvi projekta.

### Konj
Charles C. Dent, amaterski umetnik in navdušenec nad letenjem že od mladosti, si je po poklicu prizadeval postati pionirski pilot United Airlines in predan zbiralec umetnin. Leta 1977 je v septembrski številki National Geographica prebral članek o zgodovini Leonardovega konja in kipa. Dent je nato začel s projektom poustvarjanja nedokončane skulpture v svojem domačem mestu Allentown v Pensilvaniji in ustanovil neprofitno organizacijo Leonardo da Vinci's Horse, Inc. (LDVHI), da bi podprla projekt. Njegova prizadevanja za povečanje organizacije za financiranje projekta so se izkazala za težko nalogo, ki je zahtevala več kot 15 let.
Dentova predvidena cena za konja je znašala skoraj 2,5 milijona ameriških dolarjev. V Allentownu je dal zgraditi kupolasti studio/delavnico, v kateri je osebno začel konceptualizirati poustvarjanje in začetno modeliranje skulpture. Leta 1988 je angažiral kiparja/slikarja Gartha Herricka, da se je začel honorarno ukvarjati s konjem. Ko je Charles Dent 25. decembra 1994 umrl zaradi bolezni Louja Gehriga, je LDVHI zapustil svojo zasebno umetniško zbirko, katere prodaja je skladu prinesla več kot milijon dolarjev. Upravni odbor LDVHI je izpolnil svojo obljubo Dentu, da bo dokončal Dentovo vizijo.
Do leta 1997 je Tallix Art Foundry v Beaconu v New Yorku, podjetje, ki ga je LDVHI sklenilo za ulivanje konja, predlagalo, da k sodelovanju privabi Nino Akamu, izkušeno kiparko živali, da bi izboljšala konja Dent-Herricka. Po več mesecih je Nina Akamu ugotovila, da izvirnega modela ni mogoče rešiti in sklenila, da je treba izdelati popolnoma novo skulpturo.
Leonardo je naredil številne majhne skice konj, da bi ponazoril svoje zapiske o zapletenih postopkih oblikovanja in ulivanja skulpture. Toda njegovi zapiski so bili daleč od sistematičnosti in nobena od skic ne kaže na končni položaj konja, brez ene dokončne risbe kipa. Akamu je raziskala številne vire informacij, da bi dobila vpogled v prvotne kiparjeve namere. Preučevala je Leonardove zapiske in risbe konja ter tiste iz drugih projektov, na katerih je delal. Pregledala je njegove misli o anatomiji, slikarstvu, kiparstvu in naravnih pojavih. Njena raziskava se je razširila na učitelje, ki so vplivali na Leonarda. Akamu je preučevala tudi iberske pasme konj, kot je andaluzijanec, ki so bili v poznem 15. stoletju priljubljeni v hlevu Sforza.
Dva odlitka v polni velikosti sta bila narejena iz Akamujine 7,3 m zasnove. Glavna zasedba – The Horse – je bila postavljena na hipodromu San Siro v Milanu in predstavljena 10. septembra 1999.
Znanstveni center Da Vinci v Allentownu v Pensilvaniji ima pravice do Konja Leonarda da Vincija zaradi združitve z LDVHI leta 2003.
Dodatne upodobitve Konja++ različnih velikosti so prikazane v Združenih državah in Italiji.

### Ameriški konj
Druga zasnova Nine Akamu v polni velikosti je postala znana kot Ameriški konj, ki jo je naročil filantrop Frederik Meijer in je bila 7. oktobra postavljena v vrtove Frederik Meijer Gardens and Sculpture Park, botanični vrt in park skulptur v Grand Rapidsu v Michiganu, 1999.

### Konj v Vinciju
2,5-metrska bronasta različica skulpture stoji v Leonardovem rojstnem kraju, Vinciju v Italiji, kjer je bila posvečena 17. novembra 2001. Omogočeno z darili več dobrotnikov, vključno s Petrom F. Secchio, nekdanjim veleposlanikom Združenih držav v Italiji, in njegovo ženo Joan, je konj Vinci navdihnil odnos med pobratenimi mesti med Vincijem v Italiji in Allentownom v Pensilvaniji. Trg v Vinciju je prav tako dobil ime v spomin na Charlesa C. Denta.

### Konj v šoli Baum
3,6 m velika replika je bila postavljena v rojstnem mestu Charlesa C. Denta, Allentownu, Pensilvanija, v spominskem vrtu Charlesa C. Denta na umetniški šoli Baum, kjer je bila posvečena 4. oktobra 2002.

### Konj v Da Vinci Science Center
Znanstveni center Da Vinci – organizacija, ki je nastala z združitvijo LDVHI in tistega, kar je bilo takrat znano kot Discovery Center of Science and Technology – v svojem glavnem preddverju prikazuje 1 m veliko repliko Konja, ki je bil posvečen, ko je znanstveni center 30. oktobra 2005 odprl svojo trenutno lokacijo. Skulptura Da Vincijevega znanstvenega centra je bila posojena tudi na Discovery Times Square v New Yorku v New Yorku in na Inštitutu Franklin v Filadelfiji v Pensilvaniji.

### Konj v Wyomingu
2,5 m replika Konja je bila postavljena v Sheridan v Wyomingu, kjer je bila posvečena 20. avgusta 2014. Wyoming Horse je naročila Wyoming Community Foundation v imenu Sheridan Public Arts Committee kot del zavezanosti mesta umetnosti. Sponzorji Wyoming Horse so bili Sheridan Media, Frackelton's Restaurant; Phoenix Limited Partnership; fundacija skupnosti Sheridan Johnson; Fundacija skupnosti Wyoming; in ljubezen Kim in Mary Kay.

## Dodatne interpretacije
Drugo 7,3 m visoko kreacijo konja Sforza, ki temelji na drugačni oblikovalski interpretaciji, je izdelal Opera Laboratori Fiorentini S.p.A. v sodelovanju s Polo Museale Fiorentino ter Inštitutom in Muzejem zgodovine znanosti v Firencah. Narejen je iz jeklenega okvirja s posebnim smolnim premazom iz steklenih vlaken, da izgleda kot bron. Narejen je iz šestih kosov in ga je mogoče prevažati in ponovno sestaviti. Razstavljen je bil na različnih lokacijah med razstavami o Leonardu. Nekatera prizorišča so bila;
- "Leonardov um" v Muzeju moderne umetnosti, Debrecen, Madžarska. (od 16. avgusta do 2. decembra 2007).
- "Leonardo: 500 let v prihodnost" v Tech Museum, San Jose, Kalifornija, ZDA (27. september 2008 do 25. januar 2009)
- "Leonardov um" v Palazzo Venezia, Rim, Italija (od 1. maja do 30. avgusta 2009)
- "Leonardo da Vinci – roka genija" Sifly Piazza v High Museum of Art v Atlanti [25] (6. oktober 2009 do 6. februar 2010).